# Lista över fornlämningar i Uppsala kommun (Almunge)
Lista över fornlämningar i Uppsala kommun (Almunge) är en förteckning av ett urval av de fornlämningar som finns i Almunge i Uppsala kommun.
| Namn                              | Lämningstyp                      | Tillkomsttid | Historisk indelning | Plats | Läge                 | ID-nr          | Bild                                      |
| --------------------------------- | -------------------------------- | ------------ | ------------------- | ----- | -------------------- | -------------- | ----------------------------------------- |
| Almunge 1:1                       | Gravfält                         |              | Almunge, Uppland    |       | 59.865023, 18.062307 | 10020000010001 | Ladda upp en till bild av detta fornminne |
| Almunge 2:1                       | Gravfält                         |              | Almunge, Uppland    |       | 59.863696, 18.045396 | 10020000020001 | Ladda upp en bild av detta fornminne      |
| Almunge 3:1                       | Gravfält                         |              | Almunge, Uppland    |       | 59.863936, 18.038811 | 10020000030001 | Ladda upp en bild av detta fornminne      |
| Almunge 4:1                       | Stensättning                     |              | Almunge, Uppland    |       | 59.864569, 18.037500 | 10020000040001 | Ladda upp en bild av detta fornminne      |
| Almunge 5:1                       | Fornborg                         |              | Almunge, Uppland    |       | 59.869212, 18.036635 | 10020000050001 | Ladda upp en bild av detta fornminne      |
| Almunge 6:1                       | Stensättning                     |              | Almunge, Uppland    |       | 59.866149, 18.047850 | 10020000060001 | Ladda upp en bild av detta fornminne      |
| Almunge 7:1                       | Gravfält                         |              | Almunge, Uppland    |       | 59.865173, 18.050161 | 10020000070001 | Ladda upp en bild av detta fornminne      |
| Almunge 8:1                       | Gravfält                         |              | Almunge, Uppland    |       | 59.869898, 18.053688 | 10020000080001 | Ladda upp en bild av detta fornminne      |
| Almunge 9:1                       | Gravfält                         |              | Almunge, Uppland    |       | 59.863971, 18.051228 | 10020000090001 | Ladda upp en bild av detta fornminne      |
| Almunge 10:1                      | Gravfält                         |              | Almunge, Uppland    |       | 59.863560, 18.049638 | 10020000100001 | Ladda upp en bild av detta fornminne      |
| Almunge 11:1                      | Stensättning                     |              | Almunge, Uppland    |       | 59.864652, 18.055223 | 10020000110001 | Ladda upp en bild av detta fornminne      |
| Almunge 12:1                      | Stensättning                     |              | Almunge, Uppland    |       | 59.864404, 18.057412 | 10020000120001 | Ladda upp en bild av detta fornminne      |
| Almunge 13:1                      | Stensättning                     |              | Almunge, Uppland    |       | 59.859333, 18.027873 | 10020000130001 | Ladda upp en bild av detta fornminne      |
| Almunge 14:1                      | Stensättning                     |              | Almunge, Uppland    |       | 59.860407, 18.027960 | 10020000140001 | Ladda upp en bild av detta fornminne      |
| Almunge 14:2                      | Stensättning                     |              | Almunge, Uppland    |       | 59.860278, 18.028056 | 10020000140002 | Ladda upp en bild av detta fornminne      |
| Almunge 14:3                      | Stensättning                     |              | Almunge, Uppland    |       | 59.860172, 18.028314 | 10020000140003 | Ladda upp en bild av detta fornminne      |
| Almunge 15:1                      | Grav- och boplatsområde          |              | Almunge, Uppland    |       | 59.862024, 18.032397 | 10020000150001 | Ladda upp en bild av detta fornminne      |
| Almunge 16:1                      | Grav- och boplatsområde          |              | Almunge, Uppland    |       | 59.862039, 18.029925 | 10020000160001 | Ladda upp en bild av detta fornminne      |
| Almunge 18:1                      | Gravfält                         |              | Almunge, Uppland    |       | 59.844627, 17.970548 | 10020000180001 | Ladda upp en till bild av detta fornminne |
| Almunge 19:1                      | Stensättning                     |              | Almunge, Uppland    |       | 59.844651, 17.969023 | 10020000190001 | Ladda upp en bild av detta fornminne      |
| Almunge 19:3                      | Stensättning                     |              | Almunge, Uppland    |       | 59.844836, 17.968399 | 10020000190003 | Ladda upp en bild av detta fornminne      |
| Almunge 20:1                      | Gravfält                         |              | Almunge, Uppland    |       | 59.843930, 17.968211 | 10020000200001 | Ladda upp en bild av detta fornminne      |
| Almunge 21:1                      | Stensättning                     |              | Almunge, Uppland    |       | 59.842104, 17.969385 | 10020000210001 | Ladda upp en bild av detta fornminne      |
| Almunge 22:1                      | Gravfält                         |              | Almunge, Uppland    |       | 59.842010, 17.970884 | 10020000220001 | Ladda upp en bild av detta fornminne      |
| Almunge 23:1                      | Gravfält                         |              | Almunge, Uppland    |       | 59.846510, 17.975680 | 10020000230001 | Ladda upp en bild av detta fornminne      |
| Almunge 26:1                      | Gravfält                         |              | Almunge, Uppland    |       | 59.842401, 17.985904 | 10020000260001 | Ladda upp en bild av detta fornminne      |
| Almunge 27:1                      | Gravfält                         |              | Almunge, Uppland    |       | 59.842837, 17.977153 | 10020000270001 | Ladda upp en bild av detta fornminne      |
| Almunge 28:1                      | Hög                              |              | Almunge, Uppland    |       | 59.842193, 17.977309 | 10020000280001 | Ladda upp en bild av detta fornminne      |
| Almunge 28:2                      | Stensättning                     |              | Almunge, Uppland    |       | 59.842343, 17.977449 | 10020000280002 | Ladda upp en bild av detta fornminne      |
| Almunge 29:1                      | Gravfält                         |              | Almunge, Uppland    |       | 59.841206, 17.975744 | 10020000290001 | Ladda upp en bild av detta fornminne      |
| Almunge 30:1                      | Fornborg                         |              | Almunge, Uppland    |       | 59.839332, 17.960010 | 10020000300001 | Ladda upp en bild av detta fornminne      |
| Almunge 31:1                      | Stensättning                     |              | Almunge, Uppland    |       | 59.842645, 17.966919 | 10020000310001 | Ladda upp en bild av detta fornminne      |
| Almunge 31:2                      | Stensättning                     |              | Almunge, Uppland    |       | 59.842805, 17.967043 | 10020000310002 | Ladda upp en bild av detta fornminne      |
| Almunge 33:1                      | Stensättning                     |              | Almunge, Uppland    |       | 59.846175, 17.976936 | 10020000330001 | Ladda upp en bild av detta fornminne      |
| Almunge 34:1                      | Röse                             |              | Almunge, Uppland    |       | 59.847615, 17.977917 | 10020000340001 | Ladda upp en bild av detta fornminne      |
| Almunge 35:1                      | Grav markerad av sten/block      |              | Almunge, Uppland    |       | 59.845570, 17.973406 | 10020000350001 | Ladda upp en bild av detta fornminne      |
| Almunge 35:2                      | Grav markerad av sten/block      |              | Almunge, Uppland    |       | 59.845667, 17.973401 | 10020000350002 | Ladda upp en bild av detta fornminne      |
| Almunge 37:1                      | Gravfält                         |              | Almunge, Uppland    |       | 59.846147, 17.969206 | 10020000370001 | Ladda upp en bild av detta fornminne      |
| Almunge 38:1                      | Gravfält                         |              | Almunge, Uppland    |       | 59.848465, 17.973991 | 10020000380001 | Ladda upp en till bild av detta fornminne |
| Almunge 38:2                      | Hällristning                     |              | Almunge, Uppland    |       | 59.848237, 17.973204 | 10020000380002 | Ladda upp en bild av detta fornminne      |
| Almunge 40:1                      | Stensättning                     |              | Almunge, Uppland    |       | 59.862232, 17.985950 | 10020000400001 | Ladda upp en bild av detta fornminne      |
| Almunge 42:1                      | Gravfält                         |              | Almunge, Uppland    |       | 59.862234, 17.965973 | 10020000420001 | Ladda upp en bild av detta fornminne      |
| Almunge 43:1                      | Grav- och boplatsområde          |              | Almunge, Uppland    |       | 59.859443, 17.959004 | 10020000430001 | Ladda upp en till bild av detta fornminne |
| Almunge 44:1                      | Gravfält                         |              | Almunge, Uppland    |       | 59.860445, 17.960251 | 10020000440001 | Ladda upp en bild av detta fornminne      |
| Almunge 45:1                      | Röse                             |              | Almunge, Uppland    |       | 59.858552, 17.956701 | 10020000450001 | Ladda upp en till bild av detta fornminne |
| Almunge 46:1                      | Röse                             |              | Almunge, Uppland    |       | 59.857392, 17.955073 | 10020000460001 | Ladda upp en bild av detta fornminne      |
| Almunge 47:1                      | Röse                             |              | Almunge, Uppland    |       | 59.855954, 17.953440 | 10020000470001 | Ladda upp en bild av detta fornminne      |
| Almunge 47:2                      | Röse                             |              | Almunge, Uppland    |       | 59.856069, 17.953439 | 10020000470002 | Ladda upp en bild av detta fornminne      |
| Almunge 47:3                      | Stensättning                     |              | Almunge, Uppland    |       | 59.856249, 17.953542 | 10020000470003 | Ladda upp en bild av detta fornminne      |
| Almunge 47:4                      | Stensättning                     |              | Almunge, Uppland    |       | 59.856277, 17.953222 | 10020000470004 | Ladda upp en bild av detta fornminne      |
| Almunge 48:1                      | Röse                             |              | Almunge, Uppland    |       | 59.857015, 17.953157 | 10020000480001 | Ladda upp en bild av detta fornminne      |
| Almunge 48:2                      | Stensättning                     |              | Almunge, Uppland    |       | 59.857251, 17.952867 | 10020000480002 | Ladda upp en bild av detta fornminne      |
| Almunge 49:1                      | Röse                             |              | Almunge, Uppland    |       | 59.857883, 17.953356 | 10020000490001 | Ladda upp en bild av detta fornminne      |
| Almunge 50:1                      | Röse                             |              | Almunge, Uppland    |       | 59.858864, 17.953450 | 10020000500001 | Ladda upp en bild av detta fornminne      |
| Almunge 50:2                      | Stensättning                     |              | Almunge, Uppland    |       | 59.858688, 17.953437 | 10020000500002 | Ladda upp en bild av detta fornminne      |
| Almunge 52:1                      | Röse                             |              | Almunge, Uppland    |       | 59.852661, 17.952552 | 10020000520001 | Ladda upp en bild av detta fornminne      |
| Almunge 52:2                      | Röse                             |              | Almunge, Uppland    |       | 59.852810, 17.952425 | 10020000520002 | Ladda upp en bild av detta fornminne      |
| Almunge 52:3                      | Grav markerad av sten/block      |              | Almunge, Uppland    |       | 59.852919, 17.952356 | 10020000520003 | Ladda upp en bild av detta fornminne      |
| Almunge 53:1                      | Grav- och boplatsområde          |              | Almunge, Uppland    |       | 59.851248, 17.948899 | 10020000530001 | Ladda upp en bild av detta fornminne      |
| Almunge 54:1                      | Röse                             |              | Almunge, Uppland    |       | 59.850152, 17.948458 | 10020000540001 | Ladda upp en bild av detta fornminne      |
| Almunge 54:2                      | Stensättning                     |              | Almunge, Uppland    |       | 59.850339, 17.948440 | 10020000540002 | Ladda upp en bild av detta fornminne      |
| Almunge 54:3                      | Stensättning                     |              | Almunge, Uppland    |       | 59.850158, 17.948904 | 10020000540003 | Ladda upp en bild av detta fornminne      |
| Almunge 55:1                      | Gravfält                         |              | Almunge, Uppland    |       | 59.853270, 17.950308 | 10020000550001 | Ladda upp en bild av detta fornminne      |
| Almunge 55:2                      | Stensättning                     |              | Almunge, Uppland    |       | 59.852750, 17.950102 | 10020000550002 | Ladda upp en bild av detta fornminne      |
| Almunge 56:1                      | Gravfält                         |              | Almunge, Uppland    |       | 59.864373, 18.033494 | 10020000560001 | Ladda upp en bild av detta fornminne      |
| Almunge 57:1                      | Grav- och boplatsområde          |              | Almunge, Uppland    |       | 59.863555, 18.033280 | 10020000570001 | Ladda upp en bild av detta fornminne      |
| Almunge 58:1                      | Röse                             |              | Almunge, Uppland    |       | 59.861407, 18.028754 | 10020000580001 | Ladda upp en bild av detta fornminne      |
| Almunge 61:1                      | Stensättning                     |              | Almunge, Uppland    |       | 59.852230, 17.956762 | 10020000610001 | Ladda upp en bild av detta fornminne      |
| Almunge 62:1                      | Röse                             |              | Almunge, Uppland    |       | 59.853374, 17.951514 | 10020000620001 | Ladda upp en bild av detta fornminne      |
| Almunge 62:2                      | Röse                             |              | Almunge, Uppland    |       | 59.853300, 17.951678 | 10020000620002 | Ladda upp en bild av detta fornminne      |
| Almunge 62:3                      | Stensättning                     |              | Almunge, Uppland    |       | 59.853473, 17.951641 | 10020000620003 | Ladda upp en bild av detta fornminne      |
| Almunge 63:1                      | Stensättning                     |              | Almunge, Uppland    |       | 59.851135, 17.950190 | 10020000630001 | Ladda upp en bild av detta fornminne      |
| Almunge 66:1                      | Hög                              |              | Almunge, Uppland    |       | 59.849129, 17.950705 | 10020000660001 | Ladda upp en bild av detta fornminne      |
| Almunge 67:1                      | Gravfält                         |              | Almunge, Uppland    |       | 59.848770, 17.950007 | 10020000670001 | Ladda upp en bild av detta fornminne      |
| Almunge 68:1                      | Röse                             |              | Almunge, Uppland    |       | 59.839492, 17.949323 | 10020000680001 | Ladda upp en bild av detta fornminne      |
| Almunge 68:2                      | Stensättning                     |              | Almunge, Uppland    |       | 59.839129, 17.948832 | 10020000680002 | Ladda upp en bild av detta fornminne      |
| Almunge 68:3                      | Stensättning                     |              | Almunge, Uppland    |       | 59.839621, 17.949202 | 10020000680003 | Ladda upp en bild av detta fornminne      |
| Almunge 70:1                      | Röse                             |              | Almunge, Uppland    |       | 59.828072, 17.996592 | 10020000700001 | Ladda upp en bild av detta fornminne      |
| Almunge 70:2                      | Grav markerad av sten/block      |              | Almunge, Uppland    |       | 59.827931, 17.996170 | 10020000700002 | Ladda upp en bild av detta fornminne      |
| Almunge 72:1                      | Grav- och boplatsområde          |              | Almunge, Uppland    |       | 59.829772, 17.997190 | 10020000720001 | Ladda upp en bild av detta fornminne      |
| Almunge 72:2                      | Grav markerad av sten/block      |              | Almunge, Uppland    |       | 59.830874, 17.997391 | 10020000720002 | Ladda upp en bild av detta fornminne      |
| Almunge 73:1                      | Gravfält                         |              | Almunge, Uppland    |       | 59.828991, 17.993537 | 10020000730001 | Ladda upp en bild av detta fornminne      |
| Almunge 77:1                      | Stensättning                     |              | Almunge, Uppland    |       | 59.830534, 17.996394 | 10020000770001 | Ladda upp en bild av detta fornminne      |
| Almunge 80:1                      | Gravfält                         |              | Almunge, Uppland    |       | 59.829942, 17.995316 | 10020000800001 | Ladda upp en bild av detta fornminne      |
| Almunge 81:1                      | Röse                             |              | Almunge, Uppland    |       | 59.827366, 17.990547 | 10020000810001 | Ladda upp en bild av detta fornminne      |
| Almunge 81:2                      | Stensättning                     |              | Almunge, Uppland    |       | 59.827268, 17.990228 | 10020000810002 | Ladda upp en bild av detta fornminne      |
| Almunge 81:3                      | Stensättning                     |              | Almunge, Uppland    |       | 59.827503, 17.990673 | 10020000810003 | Ladda upp en bild av detta fornminne      |
| Almunge 81:4                      | Stensättning                     |              | Almunge, Uppland    |       | 59.827767, 17.990545 | 10020000810004 | Ladda upp en bild av detta fornminne      |
| Almunge 81:5                      | Röse                             |              | Almunge, Uppland    |       | 59.827904, 17.991459 | 10020000810005 | Ladda upp en bild av detta fornminne      |
| Almunge 83:1                      | Hög                              |              | Almunge, Uppland    |       | 59.837006, 17.982887 | 10020000830001 | Ladda upp en bild av detta fornminne      |
| Almunge 83:2                      | Grav markerad av sten/block      |              | Almunge, Uppland    |       | 59.836860, 17.981990 | 10020000830002 | Ladda upp en bild av detta fornminne      |
| Almunge 84:1                      | Hällristning                     |              | Almunge, Uppland    |       | 59.837899, 17.982984 | 10020000840001 | Ladda upp en bild av detta fornminne      |
| Almunge 85:1                      | Röse                             |              | Almunge, Uppland    |       | 59.827831, 17.988927 | 10020000850001 | Ladda upp en bild av detta fornminne      |
| Almunge 85:2                      | Stensättning                     |              | Almunge, Uppland    |       | 59.828034, 17.988938 | 10020000850002 | Ladda upp en bild av detta fornminne      |
| Almunge 87:1                      | Gravfält                         |              | Almunge, Uppland    |       | 59.870812, 18.053471 | 10020000870001 | Ladda upp en bild av detta fornminne      |
| Almunge 90:1                      | Gravfält                         |              | Almunge, Uppland    |       | 59.872524, 18.055014 | 10020000900001 | Ladda upp en bild av detta fornminne      |
| Almunge 91:1                      | Gravfält                         |              | Almunge, Uppland    |       | 59.877047, 18.042479 | 10020000910001 | Ladda upp en bild av detta fornminne      |
| Almunge 92:1                      | Stensättning                     |              | Almunge, Uppland    |       | 59.876587, 18.043369 | 10020000920001 | Ladda upp en bild av detta fornminne      |
| Almunge 94:1                      | Stensättning                     |              | Almunge, Uppland    |       | 59.828289, 17.999470 | 10020000940001 | Ladda upp en bild av detta fornminne      |
| Almunge 97:1                      | Fornborg                         |              | Almunge, Uppland    |       | 59.866845, 17.963586 | 10020000970001 | Ladda upp en bild av detta fornminne      |
| Almunge 98:1                      | Gravfält                         |              | Almunge, Uppland    |       | 59.876091, 17.966427 | 10020000980001 | Ladda upp en bild av detta fornminne      |
| Almunge 99:1                      | Gravfält                         |              | Almunge, Uppland    |       | 59.881037, 17.969382 | 10020000990001 | Ladda upp en bild av detta fornminne      |
| Högbacken (Almunge 101:1)         | Stensättning                     |              | Almunge, Uppland    |       | 59.932781, 18.121469 | 10020001010001 | Ladda upp en bild av detta fornminne      |
| Högbacken (Almunge 101:2)         | Stensättning                     |              | Almunge, Uppland    |       | 59.932704, 18.121432 | 10020001010002 | Ladda upp en bild av detta fornminne      |
| Högbacken (Almunge 101:3)         | Stensättning                     |              | Almunge, Uppland    |       | 59.932675, 18.121587 | 10020001010003 | Ladda upp en bild av detta fornminne      |
| Högbacken (Almunge 101:4)         | Stensättning                     |              | Almunge, Uppland    |       | 59.932497, 18.121592 | 10020001010004 | Ladda upp en bild av detta fornminne      |
| Almunge 102:1                     | Stensättning                     |              | Almunge, Uppland    |       | 59.926311, 18.105432 | 10020001020001 | Ladda upp en bild av detta fornminne      |
| Almunge 102:2                     | Stensättning                     |              | Almunge, Uppland    |       | 59.926131, 18.105452 | 10020001020002 | Ladda upp en bild av detta fornminne      |
| Almunge 103:1                     | Gravfält                         |              | Almunge, Uppland    |       | 59.925793, 18.107962 | 10020001030001 | Ladda upp en bild av detta fornminne      |
| Almunge 104:1                     | Gravfält                         |              | Almunge, Uppland    |       | 59.925406, 18.121119 | 10020001040001 | Ladda upp en bild av detta fornminne      |
| Almunge 105:1                     | Stensättning                     |              | Almunge, Uppland    |       | 59.924230, 18.122238 | 10020001050001 | Ladda upp en bild av detta fornminne      |
| Almunge 105:2                     | Stensättning                     |              | Almunge, Uppland    |       | 59.924548, 18.122593 | 10020001050002 | Ladda upp en bild av detta fornminne      |
| Almunge 106:1                     | Gravfält                         |              | Almunge, Uppland    |       | 59.922728, 18.118281 | 10020001060001 | Ladda upp en bild av detta fornminne      |
| Almunge 107:1                     | Gravfält                         |              | Almunge, Uppland    |       | 59.923847, 18.111907 | 10020001070001 | Ladda upp en bild av detta fornminne      |
| Almunge 109:1                     | Gravfält                         |              | Almunge, Uppland    |       | 59.922175, 18.092218 | 10020001090001 | Ladda upp en bild av detta fornminne      |
| Almunge 110:1                     | Fornborg                         |              | Almunge, Uppland    |       | 59.913493, 18.136233 | 10020001100001 | Ladda upp en till bild av detta fornminne |
| Almunge 111:1                     | Gravfält                         |              | Almunge, Uppland    |       | 59.924223, 18.101177 | 10020001110001 | Ladda upp en bild av detta fornminne      |
| Almunge 112:1                     | Hög                              |              | Almunge, Uppland    |       | 59.924463, 18.100259 | 10020001120001 | Ladda upp en bild av detta fornminne      |
| Almunge 113:1                     | Stensättning                     |              | Almunge, Uppland    |       | 59.924064, 18.094537 | 10020001130001 | Ladda upp en bild av detta fornminne      |
| Almunge 113:2                     | Stensättning                     |              | Almunge, Uppland    |       | 59.923988, 18.094689 | 10020001130002 | Ladda upp en bild av detta fornminne      |
| Almunge 114:1                     | Gravfält                         |              | Almunge, Uppland    |       | 59.923383, 18.115672 | 10020001140001 | Ladda upp en bild av detta fornminne      |
| Almunge 116:1                     | Stensättning                     |              | Almunge, Uppland    |       | 59.891422, 18.145265 | 10020001160001 | Ladda upp en bild av detta fornminne      |
| Almunge 118:3                     | Stensättning                     |              | Almunge, Uppland    |       | 59.901765, 18.133996 | 10020001180003 | Ladda upp en bild av detta fornminne      |
| Almunge 118:4                     | Röse                             |              | Almunge, Uppland    |       | 59.902194, 18.133811 | 10020001180004 | Ladda upp en bild av detta fornminne      |
| Almunge 118:5                     | Röse                             |              | Almunge, Uppland    |       | 59.902203, 18.133397 | 10020001180005 | Ladda upp en bild av detta fornminne      |
| Almunge 119:1                     | Stensättning                     |              | Almunge, Uppland    |       | 59.898326, 18.127372 | 10020001190001 | Ladda upp en bild av detta fornminne      |
| Almunge 120:1                     | Gravfält                         |              | Almunge, Uppland    |       | 59.888363, 18.127911 | 10020001200001 | Ladda upp en bild av detta fornminne      |
| Almunge 121:1                     | Gravfält                         |              | Almunge, Uppland    |       | 59.883447, 18.130415 | 10020001210001 | Ladda upp en bild av detta fornminne      |
| Vikingabacken (Almunge 122:1)     | Gravfält                         |              | Almunge, Uppland    |       | 59.885493, 18.128171 | 10020001220001 | Ladda upp en bild av detta fornminne      |
| Almunge 123:1                     | Röse                             |              | Almunge, Uppland    |       | 59.897318, 18.128054 | 10020001230001 | Ladda upp en bild av detta fornminne      |
| Almunge 123:2                     | Röse                             |              | Almunge, Uppland    |       | 59.897445, 18.128300 | 10020001230002 | Ladda upp en bild av detta fornminne      |
| Almunge 124:1                     | Gravfält                         |              | Almunge, Uppland    |       | 59.894033, 18.124433 | 10020001240001 | Ladda upp en bild av detta fornminne      |
| Almunge 125:1                     | Hög                              |              | Almunge, Uppland    |       | 59.892481, 18.123440 | 10020001250001 | Ladda upp en bild av detta fornminne      |
| Almunge 125:2                     | Stensättning                     |              | Almunge, Uppland    |       | 59.892571, 18.123339 | 10020001250002 | Ladda upp en bild av detta fornminne      |
| Almunge 126:1                     | Stensättning                     |              | Almunge, Uppland    |       | 59.883385, 18.126623 | 10020001260001 | Ladda upp en bild av detta fornminne      |
| Almunge 127:1                     | Gravfält                         |              | Almunge, Uppland    |       | 59.884055, 18.128812 | 10020001270001 | Ladda upp en bild av detta fornminne      |
| Almunge 128:1                     | Röse                             |              | Almunge, Uppland    |       | 59.897002, 18.123873 | 10020001280001 | Ladda upp en bild av detta fornminne      |
| Almunge 128:2                     | Stensättning                     |              | Almunge, Uppland    |       | 59.897259, 18.124216 | 10020001280002 | Ladda upp en bild av detta fornminne      |
| Almunge 128:3                     | Stensättning                     |              | Almunge, Uppland    |       | 59.897158, 18.124520 | 10020001280003 | Ladda upp en bild av detta fornminne      |
| Almunge 128:4                     | Stensättning                     |              | Almunge, Uppland    |       | 59.897217, 18.125040 | 10020001280004 | Ladda upp en bild av detta fornminne      |
| Almunge 128:5                     | Stensättning                     |              | Almunge, Uppland    |       | 59.897567, 18.124527 | 10020001280005 | Ladda upp en bild av detta fornminne      |
| Almunge 128:6                     | Stensättning                     |              | Almunge, Uppland    |       | 59.897840, 18.125236 | 10020001280006 | Ladda upp en bild av detta fornminne      |
| Almunge 129:1                     | Stensättning                     |              | Almunge, Uppland    |       | 59.889813, 18.126129 | 10020001290001 | Ladda upp en bild av detta fornminne      |
| Almunge 130:1                     | Gravfält                         |              | Almunge, Uppland    |       | 59.891272, 18.124784 | 10020001300001 | Ladda upp en bild av detta fornminne      |
| Almunge 131:1                     | Stensättning                     |              | Almunge, Uppland    |       | 59.889953, 18.124289 | 10020001310001 | Ladda upp en bild av detta fornminne      |
| Almunge 131:2                     | Stensättning                     |              | Almunge, Uppland    |       | 59.889854, 18.124296 | 10020001310002 | Ladda upp en bild av detta fornminne      |
| Almunge 132:1                     | Gravfält                         |              | Almunge, Uppland    |       | 59.888930, 18.124110 | 10020001320001 | Ladda upp en bild av detta fornminne      |
| Almunge 135:1                     | Stensättning                     |              | Almunge, Uppland    |       | 59.887979, 18.123715 | 10020001350001 | Ladda upp en bild av detta fornminne      |
| Almunge 136:1                     | Stensättning                     |              | Almunge, Uppland    |       | 59.881556, 18.122725 | 10020001360001 | Ladda upp en bild av detta fornminne      |
| Almunge 139:1                     | Röse                             |              | Almunge, Uppland    |       | 59.883897, 18.115624 | 10020001390001 | Ladda upp en bild av detta fornminne      |
| Almunge 140:1                     | Gravfält                         |              | Almunge, Uppland    |       | 59.884479, 18.118351 | 10020001400001 | Ladda upp en bild av detta fornminne      |
| Almunge 141:1                     | Stensättning                     |              | Almunge, Uppland    |       | 59.882715, 18.108498 | 10020001410001 | Ladda upp en bild av detta fornminne      |
| Almunge 142:2                     | Stensättning                     |              | Almunge, Uppland    |       | 59.882385, 18.120542 | 10020001420002 | Ladda upp en bild av detta fornminne      |
| Almunge 144:1                     | Stensättning                     |              | Almunge, Uppland    |       | 59.925131, 18.090589 | 10020001440001 | Ladda upp en bild av detta fornminne      |
| Almunge 146:1                     | Stensättning                     |              | Almunge, Uppland    |       | 59.884629, 18.095663 | 10020001460001 | Ladda upp en bild av detta fornminne      |
| Almunge 151:1                     | Gravfält                         |              | Almunge, Uppland    |       | 59.921777, 18.066917 | 10020001510001 | Ladda upp en bild av detta fornminne      |
| Almunge 152:1                     | Gravfält                         |              | Almunge, Uppland    |       | 59.921804, 18.069243 | 10020001520001 | Ladda upp en bild av detta fornminne      |
| Almunge 153:1                     | Gravfält                         |              | Almunge, Uppland    |       | 59.921262, 18.068262 | 10020001530001 | Ladda upp en bild av detta fornminne      |
| Almunge 157:1                     | Stensättning                     |              | Almunge, Uppland    |       | 59.920288, 18.063526 | 10020001570001 | Ladda upp en bild av detta fornminne      |
| Almunge 161:1                     | Stensättning                     |              | Almunge, Uppland    |       | 59.926027, 18.077770 | 10020001610001 | Ladda upp en bild av detta fornminne      |
| Almunge 162:1                     | Stensättning                     |              | Almunge, Uppland    |       | 59.925529, 18.062182 | 10020001620001 | Ladda upp en bild av detta fornminne      |
| Almunge 163:1                     | Stensättning                     |              | Almunge, Uppland    |       | 59.922978, 18.062714 | 10020001630001 | Ladda upp en bild av detta fornminne      |
| Almunge 164:1                     | Gravfält                         |              | Almunge, Uppland    |       | 59.925860, 18.072702 | 10020001640001 | Ladda upp en bild av detta fornminne      |
| Almunge 165:1                     | Stensättning                     |              | Almunge, Uppland    |       | 59.925957, 18.071163 | 10020001650001 | Ladda upp en bild av detta fornminne      |
| Almunge 165:2                     | Stensättning                     |              | Almunge, Uppland    |       | 59.925904, 18.070977 | 10020001650002 | Ladda upp en bild av detta fornminne      |
| Almunge 165:3                     | Stensättning                     |              | Almunge, Uppland    |       | 59.925821, 18.071104 | 10020001650003 | Ladda upp en bild av detta fornminne      |
| Almunge 166:1                     | Stensättning                     |              | Almunge, Uppland    |       | 59.911129, 18.043184 | 10020001660001 | Ladda upp en bild av detta fornminne      |
| Almunge 168:1                     | Stensättning                     |              | Almunge, Uppland    |       | 59.924774, 18.105847 | 10020001680001 | Ladda upp en bild av detta fornminne      |
| Almunge 178:1                     | Gravfält                         |              | Almunge, Uppland    |       | 59.924590, 18.098304 | 10020001780001 | Ladda upp en bild av detta fornminne      |
| Almunge 180:1                     | Röse                             |              | Almunge, Uppland    |       | 59.849881, 18.062023 | 10020001800001 | Ladda upp en bild av detta fornminne      |
| Almunge 187:2                     | Stensättning                     |              | Almunge, Uppland    |       | 59.852066, 17.951776 | 10020001870002 | Ladda upp en bild av detta fornminne      |
| Almunge 188:1                     | Husgrund, förhistorisk/medeltida |              | Almunge, Uppland    |       | 59.857011, 17.956497 | 10020001880001 | Ladda upp en bild av detta fornminne      |
| Almunge 189:1                     | Stensättning                     |              | Almunge, Uppland    |       | 59.858881, 17.954372 | 10020001890001 | Ladda upp en bild av detta fornminne      |
| Almunge 194:1                     | Röse                             |              | Almunge, Uppland    |       | 59.854742, 18.063854 | 10020001940001 | Ladda upp en bild av detta fornminne      |
| Almunge 194:2                     | Gravfält                         |              | Almunge, Uppland    |       | 59.855223, 18.064325 | 10020001940002 | Ladda upp en bild av detta fornminne      |
| Almunge 201:1                     | Hög                              |              | Almunge, Uppland    |       | 59.882184, 17.972066 | 10020002010001 | Ladda upp en bild av detta fornminne      |
| Almunge 202:1                     | Gravfält                         |              | Almunge, Uppland    |       | 59.878825, 17.970698 | 10020002020001 | Ladda upp en bild av detta fornminne      |
| Almunge 203:1                     | Röse                             |              | Almunge, Uppland    |       | 59.875144, 17.971438 | 10020002030001 | Ladda upp en bild av detta fornminne      |
| Almunge 207:1                     | Stensättning                     |              | Almunge, Uppland    |       | 59.879007, 18.061579 | 10020002070001 | Ladda upp en bild av detta fornminne      |
| Almunge 209:1                     | Stensättning                     |              | Almunge, Uppland    |       | 59.878524, 18.067980 | 10020002090001 | Ladda upp en bild av detta fornminne      |
| Almunge 210:1                     | Gravfält                         |              | Almunge, Uppland    |       | 59.872923, 18.062579 | 10020002100001 | Ladda upp en bild av detta fornminne      |
| Almunge 211:1                     | Gravfält                         |              | Almunge, Uppland    |       | 59.869421, 18.067451 | 10020002110001 | Ladda upp en bild av detta fornminne      |
| Almunge 212:1                     | Gravfält                         |              | Almunge, Uppland    |       | 59.878217, 18.072768 | 10020002120001 | Ladda upp en bild av detta fornminne      |
| Almunge 213:1                     | Gravfält                         |              | Almunge, Uppland    |       | 59.880502, 18.071120 | 10020002130001 | Ladda upp en bild av detta fornminne      |
| Almunge 215:1                     | Gravfält                         |              | Almunge, Uppland    |       | 59.880371, 18.097972 | 10020002150001 | Ladda upp en bild av detta fornminne      |
| Almunge 217:1                     | Stensättning                     |              | Almunge, Uppland    |       | 59.878284, 18.120966 | 10020002170001 | Ladda upp en bild av detta fornminne      |
| Almunge 224:1                     | Hög                              |              | Almunge, Uppland    |       | 59.875368, 18.121661 | 10020002240001 | Ladda upp en bild av detta fornminne      |
| Almunge 224:2                     | Stensättning                     |              | Almunge, Uppland    |       | 59.875362, 18.121896 | 10020002240002 | Ladda upp en bild av detta fornminne      |
| Almunge 227:1                     | Stensättning                     |              | Almunge, Uppland    |       | 59.871783, 18.124284 | 10020002270001 | Ladda upp en bild av detta fornminne      |
| Almunge 227:2                     | Stensättning                     |              | Almunge, Uppland    |       | 59.871871, 18.124772 | 10020002270002 | Ladda upp en bild av detta fornminne      |
| Kattkyrkan (nr 2) (Almunge 229:1) | Stensättning                     |              | Almunge, Uppland    |       | 59.868645, 18.114336 | 10020002290001 | Ladda upp en bild av detta fornminne      |
| Kattkyrkan (nr 2) (Almunge 229:2) | Stensättning                     |              | Almunge, Uppland    |       | 59.868890, 18.114578 | 10020002290002 | Ladda upp en bild av detta fornminne      |
| Almunge 231:1                     | Gravfält                         |              | Almunge, Uppland    |       | 59.864559, 18.112531 | 10020002310001 | Ladda upp en bild av detta fornminne      |
| Almunge 232:1                     | Stensättning                     |              | Almunge, Uppland    |       | 59.860189, 18.107287 | 10020002320001 | Ladda upp en bild av detta fornminne      |
| Almunge 232:2                     | Stensättning                     |              | Almunge, Uppland    |       | 59.860293, 18.107180 | 10020002320002 | Ladda upp en bild av detta fornminne      |
| Almunge 232:3                     | Stensättning                     |              | Almunge, Uppland    |       | 59.860333, 18.107368 | 10020002320003 | Ladda upp en bild av detta fornminne      |
| Almunge 232:4                     | Stensättning                     |              | Almunge, Uppland    |       | 59.860252, 18.107495 | 10020002320004 | Ladda upp en bild av detta fornminne      |
| Almunge 233:1                     | Hög                              |              | Almunge, Uppland    |       | 59.860622, 18.108847 | 10020002330001 | Ladda upp en bild av detta fornminne      |
| Almunge 234:1                     | Gravfält                         |              | Almunge, Uppland    |       | 59.862150, 18.110880 | 10020002340001 | Ladda upp en bild av detta fornminne      |
| Almunge 235:1                     | Gravfält                         |              | Almunge, Uppland    |       | 59.861852, 18.119111 | 10020002350001 | Ladda upp en bild av detta fornminne      |
| Almunge 237:1                     | Gravfält                         |              | Almunge, Uppland    |       | 59.861350, 18.113203 | 10020002370001 | Ladda upp en bild av detta fornminne      |
| Almunge 238:3                     | Stensättning                     |              | Almunge, Uppland    |       | 59.861934, 18.113452 | 10020002380003 | Ladda upp en bild av detta fornminne      |
| Almunge 244:1                     | Röse                             |              | Almunge, Uppland    |       | 59.862655, 18.146244 | 10020002440001 | Ladda upp en bild av detta fornminne      |
| Almunge 244:2                     | Röse                             |              | Almunge, Uppland    |       | 59.862385, 18.147062 | 10020002440002 | Ladda upp en bild av detta fornminne      |
| Almunge 244:3                     | Stensättning                     |              | Almunge, Uppland    |       | 59.862458, 18.146193 | 10020002440003 | Ladda upp en bild av detta fornminne      |
| Almunge 244:4                     | Röse                             |              | Almunge, Uppland    |       | 59.862970, 18.146454 | 10020002440004 | Ladda upp en bild av detta fornminne      |
| Almunge 244:5                     | Stensättning                     |              | Almunge, Uppland    |       | 59.862962, 18.146218 | 10020002440005 | Ladda upp en bild av detta fornminne      |
| Almunge 244:6                     | Stensättning                     |              | Almunge, Uppland    |       | 59.863152, 18.146272 | 10020002440006 | Ladda upp en bild av detta fornminne      |
| Almunge 246:1                     | Stensättning                     |              | Almunge, Uppland    |       | 59.861243, 18.074317 | 10020002460001 | Ladda upp en bild av detta fornminne      |
| Almunge 246:2                     | Stensättning                     |              | Almunge, Uppland    |       | 59.861092, 18.074332 | 10020002460002 | Ladda upp en bild av detta fornminne      |
| Almunge 249:1                     | Röse                             |              | Almunge, Uppland    |       | 59.871914, 17.945418 | 10020002490001 | Ladda upp en bild av detta fornminne      |
| Almunge 249:2                     | Röse                             |              | Almunge, Uppland    |       | 59.871662, 17.944709 | 10020002490002 | Ladda upp en bild av detta fornminne      |
| Almunge 250:1                     | Stensättning                     |              | Almunge, Uppland    |       | 59.871153, 17.945067 | 10020002500001 | Ladda upp en bild av detta fornminne      |
| Almunge 250:2                     | Stensättning                     |              | Almunge, Uppland    |       | 59.870818, 17.944573 | 10020002500002 | Ladda upp en bild av detta fornminne      |
| Almunge 250:3                     | Stensättning                     |              | Almunge, Uppland    |       | 59.870601, 17.944160 | 10020002500003 | Ladda upp en bild av detta fornminne      |
| Almunge 250:4                     | Röse                             |              | Almunge, Uppland    |       | 59.870465, 17.943321 | 10020002500004 | Ladda upp en bild av detta fornminne      |
| Almunge 250:5                     | Stensättning                     |              | Almunge, Uppland    |       | 59.870562, 17.945164 | 10020002500005 | Ladda upp en bild av detta fornminne      |
| Almunge 253:1                     | Hög                              |              | Almunge, Uppland    |       | 59.865256, 18.076014 | 10020002530001 | Ladda upp en bild av detta fornminne      |
| Almunge 257:1                     | Stensättning                     |              | Almunge, Uppland    |       | 59.861701, 18.085432 | 10020002570001 | Ladda upp en bild av detta fornminne      |
| Almunge 258:1                     | Stensättning                     |              | Almunge, Uppland    |       | 59.859724, 18.086247 | 10020002580001 | Ladda upp en bild av detta fornminne      |
| Almunge 259:1                     | Fornborg                         |              | Almunge, Uppland    |       | 59.861722, 17.942041 | 10020002590001 | Ladda upp en bild av detta fornminne      |
| Almunge 260:1                     | Stensättning                     |              | Almunge, Uppland    |       | 59.837324, 17.944704 | 10020002600001 | Ladda upp en bild av detta fornminne      |
| Almunge 260:2                     | Stensättning                     |              | Almunge, Uppland    |       | 59.837360, 17.944913 | 10020002600002 | Ladda upp en bild av detta fornminne      |
| Almunge 262:1                     | Gravfält                         |              | Almunge, Uppland    |       | 59.914655, 18.038820 | 10020002620001 | Ladda upp en bild av detta fornminne      |
| Almunge 263:1                     | Gravfält                         |              | Almunge, Uppland    |       | 59.914548, 18.036355 | 10020002630001 | Ladda upp en bild av detta fornminne      |
| Almunge 264:1                     | Grav markerad av sten/block      |              | Almunge, Uppland    |       | 59.914019, 18.039592 | 10020002640001 | Ladda upp en bild av detta fornminne      |
| Almunge 270:1                     | Röse                             |              | Almunge, Uppland    |       | 59.859773, 18.090212 | 10020002700001 | Ladda upp en bild av detta fornminne      |
| Almunge 270:2                     | Röse                             |              | Almunge, Uppland    |       | 59.859623, 18.090573 | 10020002700002 | Ladda upp en bild av detta fornminne      |
| Almunge 271:1                     | Gravfält                         |              | Almunge, Uppland    |       | 59.867854, 18.060378 | 10020002710001 | Ladda upp en bild av detta fornminne      |
| Almunge 272:1                     | Stensättning                     |              | Almunge, Uppland    |       | 59.868402, 18.058885 | 10020002720001 | Ladda upp en bild av detta fornminne      |
| Almunge 274:1                     | Gravfält                         |              | Almunge, Uppland    |       | 59.829986, 17.992079 | 10020002740001 | Ladda upp en bild av detta fornminne      |
| Almunge 275:1                     | Stensättning                     |              | Almunge, Uppland    |       | 59.860408, 18.088281 | 10020002750001 | Ladda upp en bild av detta fornminne      |
| Almunge 275:2                     | Stensättning                     |              | Almunge, Uppland    |       | 59.860185, 18.088778 | 10020002750002 | Ladda upp en bild av detta fornminne      |
| Almunge 275:3                     | Stensättning                     |              | Almunge, Uppland    |       | 59.860021, 18.089068 | 10020002750003 | Ladda upp en bild av detta fornminne      |
| Almunge 301:1                     | Stensättning                     |              | Almunge, Uppland    |       | 59.890122, 17.965693 | 10020003010001 | Ladda upp en bild av detta fornminne      |
| Almunge 302:1                     | Gravfält                         |              | Almunge, Uppland    |       | 59.887022, 17.965678 | 10020003020001 | Ladda upp en bild av detta fornminne      |
| Almunge 304:1                     | Stensättning                     |              | Almunge, Uppland    |       | 59.886827, 17.975697 | 10020003040001 | Ladda upp en bild av detta fornminne      |
| Almunge 312:1                     | Stensättning                     |              | Almunge, Uppland    |       | 59.933789, 18.064096 | 10020003120001 | Ladda upp en bild av detta fornminne      |
| Almunge 315:1                     | Stensättning                     |              | Almunge, Uppland    |       | 59.936633, 18.064925 | 10020003150001 | Ladda upp en bild av detta fornminne      |
| Almunge 317:1                     | Stensättning                     |              | Almunge, Uppland    |       | 59.933118, 18.061276 | 10020003170001 | Ladda upp en bild av detta fornminne      |
| Almunge 317:2                     | Stensättning                     |              | Almunge, Uppland    |       | 59.933237, 18.060833 | 10020003170002 | Ladda upp en bild av detta fornminne      |
| Almunge 317:3                     | Stensättning                     |              | Almunge, Uppland    |       | 59.933288, 18.060228 | 10020003170003 | Ladda upp en bild av detta fornminne      |
| Almunge 317:4                     | Stensättning                     |              | Almunge, Uppland    |       | 59.933307, 18.060047 | 10020003170004 | Ladda upp en bild av detta fornminne      |
| Almunge 323:1                     | Röse                             |              | Almunge, Uppland    |       | 59.843646, 18.157400 | 10020003230001 | Ladda upp en bild av detta fornminne      |
| Almunge 325:1                     | Stensättning                     |              | Almunge, Uppland    |       | 59.842936, 18.153753 | 10020003250001 | Ladda upp en bild av detta fornminne      |
| Almunge 326:1                     | Stensättning                     |              | Almunge, Uppland    |       | 59.844042, 18.152486 | 10020003260001 | Ladda upp en bild av detta fornminne      |
| Almunge 327:1                     | Stensättning                     |              | Almunge, Uppland    |       | 59.844440, 18.148771 | 10020003270001 | Ladda upp en bild av detta fornminne      |
| Almunge 327:2                     | Stensättning                     |              | Almunge, Uppland    |       | 59.844449, 18.148258 | 10020003270002 | Ladda upp en bild av detta fornminne      |
| Almunge 328:1                     | Stensättning                     |              | Almunge, Uppland    |       | 59.844375, 18.150381 | 10020003280001 | Ladda upp en bild av detta fornminne      |
| Almunge 330:1                     | Röse                             |              | Almunge, Uppland    |       | 59.848032, 18.133845 | 10020003300001 | Ladda upp en bild av detta fornminne      |
| Almunge 334:1                     | Stensättning                     |              | Almunge, Uppland    |       | 59.846997, 18.138896 | 10020003340001 | Ladda upp en bild av detta fornminne      |
| Almunge 334:2                     | Stensättning                     |              | Almunge, Uppland    |       | 59.847113, 18.138883 | 10020003340002 | Ladda upp en bild av detta fornminne      |
| Almunge 334:3                     | Stensättning                     |              | Almunge, Uppland    |       | 59.847231, 18.138745 | 10020003340003 | Ladda upp en bild av detta fornminne      |
| Almunge 335:1                     | Stensättning                     |              | Almunge, Uppland    |       | 59.845667, 18.152453 | 10020003350001 | Ladda upp en bild av detta fornminne      |
| Almunge 336:1                     | Röse                             |              | Almunge, Uppland    |       | 59.846266, 18.153401 | 10020003360001 | Ladda upp en bild av detta fornminne      |
| Almunge 337:1                     | Stensättning                     |              | Almunge, Uppland    |       | 59.927413, 18.055147 | 10020003370001 | Ladda upp en bild av detta fornminne      |
| Almunge 354:1                     | Stensättning                     |              | Almunge, Uppland    |       | 59.886802, 18.071267 | 10020003540001 | Ladda upp en bild av detta fornminne      |
| Almunge 355:1                     | Stensättning                     |              | Almunge, Uppland    |       | 59.886590, 18.073261 | 10020003550001 | Ladda upp en bild av detta fornminne      |
| Almunge 355:2                     | Stensättning                     |              | Almunge, Uppland    |       | 59.886609, 18.073048 | 10020003550002 | Ladda upp en bild av detta fornminne      |
| Almunge 356:1                     | Stensättning                     |              | Almunge, Uppland    |       | 59.886413, 18.079113 | 10020003560001 | Ladda upp en bild av detta fornminne      |
| Almunge 356:2                     | Stensättning                     |              | Almunge, Uppland    |       | 59.886599, 18.078906 | 10020003560002 | Ladda upp en bild av detta fornminne      |
| Almunge 357:1                     | Röse                             |              | Almunge, Uppland    |       | 59.887383, 18.080716 | 10020003570001 | Ladda upp en bild av detta fornminne      |
| Almunge 358:1                     | Stensättning                     |              | Almunge, Uppland    |       | 59.845555, 18.191021 | 10020003580001 | Ladda upp en bild av detta fornminne      |
| Almunge 401:1                     | Grav- och boplatsområde          |              | Almunge, Uppland    |       | 59.858424, 18.059468 | 10020004010001 | Ladda upp en bild av detta fornminne      |
| Almunge 402:1                     | Stensättning                     |              | Almunge, Uppland    |       | 59.857334, 18.058938 | 10020004020001 | Ladda upp en bild av detta fornminne      |
| Almunge 406:1                     | Gravfält                         |              | Almunge, Uppland    |       | 59.859255, 18.062093 | 10020004060001 | Ladda upp en bild av detta fornminne      |
| Almunge 408:2                     | Stensättning                     |              | Almunge, Uppland    |       | 59.856337, 18.068397 | 10020004080002 | Ladda upp en bild av detta fornminne      |
| Almunge 412:1                     | Grav- och boplatsområde          |              | Almunge, Uppland    |       | 59.851175, 18.059160 | 10020004120001 | Ladda upp en bild av detta fornminne      |
| Almunge 413:1                     | Röse                             |              | Almunge, Uppland    |       | 59.850291, 18.060191 | 10020004130001 | Ladda upp en bild av detta fornminne      |
| Almunge 413:2                     | Röse                             |              | Almunge, Uppland    |       | 59.850108, 18.060193 | 10020004130002 | Ladda upp en bild av detta fornminne      |
| Almunge 414:1                     | Grav- och boplatsområde          |              | Almunge, Uppland    |       | 59.851620, 18.061981 | 10020004140001 | Ladda upp en bild av detta fornminne      |
| Almunge 417:1                     | Grav- och boplatsområde          |              | Almunge, Uppland    |       | 59.849395, 18.060918 | 10020004170001 | Ladda upp en bild av detta fornminne      |
| Almunge 418:1                     | Stensättning                     |              | Almunge, Uppland    |       | 59.850664, 18.056344 | 10020004180001 | Ladda upp en bild av detta fornminne      |
| Almunge 419:1                     | Stensättning                     |              | Almunge, Uppland    |       | 59.853030, 18.057911 | 10020004190001 | Ladda upp en bild av detta fornminne      |
| Almunge 451:1                     | Gravfält                         |              | Almunge, Uppland    |       | 59.857570, 18.105502 | 10020004510001 | Ladda upp en bild av detta fornminne      |
| Almunge 453:1                     | Gravfält                         |              | Almunge, Uppland    |       | 59.856639, 18.111327 | 10020004530001 | Ladda upp en bild av detta fornminne      |
| Almunge 454:1                     | Röse                             |              | Almunge, Uppland    |       | 59.854147, 18.111896 | 10020004540001 | Ladda upp en bild av detta fornminne      |
| Almunge 455:1                     | Gravfält                         |              | Almunge, Uppland    |       | 59.855776, 18.119252 | 10020004550001 | Ladda upp en bild av detta fornminne      |
| Almunge 457:1                     | Gravfält                         |              | Almunge, Uppland    |       | 59.855838, 18.120968 | 10020004570001 | Ladda upp en bild av detta fornminne      |
| Almunge 458:1                     | Gravfält                         |              | Almunge, Uppland    |       | 59.849530, 18.120208 | 10020004580001 | Ladda upp en bild av detta fornminne      |
| Almunge 459:1                     | Röse                             |              | Almunge, Uppland    |       | 59.815215, 17.990888 | 10020004590001 | Ladda upp en bild av detta fornminne      |
| Almunge 460:1                     | Stensättning                     |              | Almunge, Uppland    |       | 59.857795, 18.121686 | 10020004600001 | Ladda upp en bild av detta fornminne      |
| Almunge 460:2                     | Stensättning                     |              | Almunge, Uppland    |       | 59.857802, 18.121362 | 10020004600002 | Ladda upp en bild av detta fornminne      |
| Almunge 461:1                     | Röse                             |              | Almunge, Uppland    |       | 59.883904, 18.000081 | 10020004610001 | Ladda upp en bild av detta fornminne      |
| Almunge 461:2                     | Röse                             |              | Almunge, Uppland    |       | 59.883563, 17.999731 | 10020004610002 | Ladda upp en bild av detta fornminne      |
| Almunge 461:3                     | Röse                             |              | Almunge, Uppland    |       | 59.883142, 17.999394 | 10020004610003 | Ladda upp en bild av detta fornminne      |
| Almunge 461:4                     | Röse                             |              | Almunge, Uppland    |       | 59.883925, 17.998965 | 10020004610004 | Ladda upp en bild av detta fornminne      |
| Almunge 462:1                     | Gravfält                         |              | Almunge, Uppland    |       | 59.883700, 17.994667 | 10020004620001 | Ladda upp en bild av detta fornminne      |
| Almunge 463:1                     | Hög                              |              | Almunge, Uppland    |       | 59.881872, 17.981047 | 10020004630001 | Ladda upp en bild av detta fornminne      |
| Almunge 463:2                     | Stensättning                     |              | Almunge, Uppland    |       | 59.881747, 17.981364 | 10020004630002 | Ladda upp en bild av detta fornminne      |
| Almunge 463:3                     | Stensättning                     |              | Almunge, Uppland    |       | 59.881680, 17.981657 | 10020004630003 | Ladda upp en bild av detta fornminne      |
| Almunge 466:1                     | Stensättning                     |              | Almunge, Uppland    |       | 59.877820, 17.967086 | 10020004660001 | Ladda upp en bild av detta fornminne      |
| Almunge 466:2                     | Stensättning                     |              | Almunge, Uppland    |       | 59.877940, 17.966990 | 10020004660002 | Ladda upp en bild av detta fornminne      |
| Almunge 467:1                     | Röse                             |              | Almunge, Uppland    |       | 59.884428, 17.998385 | 10020004670001 | Ladda upp en bild av detta fornminne      |
| Almunge 469:1                     | Stensättning                     |              | Almunge, Uppland    |       | 59.890454, 17.961639 | 10020004690001 | Ladda upp en bild av detta fornminne      |
| Almunge 469:2                     | Stensättning                     |              | Almunge, Uppland    |       | 59.890356, 17.961812 | 10020004690002 | Ladda upp en bild av detta fornminne      |
| Almunge 470:1                     | Stensättning                     |              | Almunge, Uppland    |       | 59.891502, 17.955100 | 10020004700001 | Ladda upp en bild av detta fornminne      |
| Almunge 470:2                     | Stensättning                     |              | Almunge, Uppland    |       | 59.891575, 17.954851 | 10020004700002 | Ladda upp en bild av detta fornminne      |
| Almunge 471:1                     | Gravfält                         |              | Almunge, Uppland    |       | 59.873368, 17.954757 | 10020004710001 | Ladda upp en bild av detta fornminne      |
| Almunge 472:1                     | Gravfält                         |              | Almunge, Uppland    |       | 59.872336, 17.953098 | 10020004720001 | Ladda upp en bild av detta fornminne      |
| Almunge 473:1                     | Stensättning                     |              | Almunge, Uppland    |       | 59.873364, 17.951256 | 10020004730001 | Ladda upp en bild av detta fornminne      |
| Almunge 475:1                     | Stensättning                     |              | Almunge, Uppland    |       | 59.885246, 17.953945 | 10020004750001 | Ladda upp en bild av detta fornminne      |
| Almunge 476:1                     | Stensättning                     |              | Almunge, Uppland    |       | 59.883430, 17.964027 | 10020004760001 | Ladda upp en bild av detta fornminne      |
| Almunge 477:1                     | Stensättning                     |              | Almunge, Uppland    |       | 59.884579, 17.963262 | 10020004770001 | Ladda upp en bild av detta fornminne      |
| Almunge 479:1                     | Stensättning                     |              | Almunge, Uppland    |       | 59.869195, 17.943245 | 10020004790001 | Ladda upp en bild av detta fornminne      |
| Almunge 482:3                     | Stensättning                     |              | Almunge, Uppland    |       | 59.840055, 17.921504 | 10020004820003 | Ladda upp en bild av detta fornminne      |
| Almunge 482:5                     | Stensättning                     |              | Almunge, Uppland    |       | 59.839480, 17.921535 | 10020004820005 | Ladda upp en bild av detta fornminne      |
| Almunge 484:1                     | Stensättning                     |              | Almunge, Uppland    |       | 59.842481, 17.933072 | 10020004840001 | Ladda upp en bild av detta fornminne      |
| Almunge 486:1                     | Röse                             |              | Almunge, Uppland    |       | 59.816137, 17.988664 | 10020004860001 | Ladda upp en bild av detta fornminne      |
| Almunge 493:1                     | Stensättning                     |              | Almunge, Uppland    |       | 59.830772, 17.992361 | 10020004930001 | Ladda upp en bild av detta fornminne      |
| Almunge 493:2                     | Stensättning                     |              | Almunge, Uppland    |       | 59.830836, 17.992557 | 10020004930002 | Ladda upp en bild av detta fornminne      |
| Almunge 493:3                     | Stensättning                     |              | Almunge, Uppland    |       | 59.830693, 17.992549 | 10020004930003 | Ladda upp en bild av detta fornminne      |
| Almunge 494:1                     | Röse                             |              | Almunge, Uppland    |       | 59.831494, 17.992527 | 10020004940001 | Ladda upp en bild av detta fornminne      |
| Almunge 496:1                     | Hög                              |              | Almunge, Uppland    |       | 59.831448, 18.000009 | 10020004960001 | Ladda upp en bild av detta fornminne      |
| Almunge 497:1                     | Stensättning                     |              | Almunge, Uppland    |       | 59.832782, 17.999626 | 10020004970001 | Ladda upp en bild av detta fornminne      |
| Almunge 504                       | Grav markerad av sten/block      |              | Almunge, Uppland    |       | 59.858634, 17.957381 | 12000000113586 | Ladda upp en till bild av detta fornminne |
| Almunge 505                       | Stensättning                     |              | Almunge, Uppland    |       | 59.859841, 17.955495 | 12000000113591 | Ladda upp en bild av detta fornminne      |
| Almunge 506                       | Röse                             |              | Almunge, Uppland    |       | 59.856917, 17.953028 | 12000000113592 | Ladda upp en bild av detta fornminne      |
| Almunge 508                       | Röse                             |              | Almunge, Uppland    |       | 59.856718, 17.953142 | 12000000113600 | Ladda upp en bild av detta fornminne      |
| Almunge 509                       | Röse                             |              | Almunge, Uppland    |       | 59.856646, 17.953336 | 12000000113603 | Ladda upp en bild av detta fornminne      |
| Almunge 510                       | Röse                             |              | Almunge, Uppland    |       | 59.856558, 17.953135 | 12000000113604 | Ladda upp en bild av detta fornminne      |
| Almunge 514                       | Gravfält                         |              | Almunge, Uppland    |       | 59.859095, 17.955618 | 12000000113848 | Ladda upp en till bild av detta fornminne |